# Lenny (film)
Lenny is een biografische dramafilm uit 1974 onder regie van Bob Fosse. Het verhaal is gebaseerd op het leven van de maatschappijkritische komiek Lenny Bruce zoals beschreven door Julian Barry, die het scenario van zijn gelijknamige toneelstuk hiervoor bewerkte tot scenario.
Lenny werd genomineerd voor de Oscars voor beste film, beste scenario, beste regie, beste camerawerk, beste hoofdrolspeler (Dustin Hoffman) en beste hoofdrolspeelster (Valerie Perrine). De film kreeg zes andere prijzen daadwerkelijk toegekend, waaronder een BAFTA Award voor beste nieuwkomer, de prijs voor beste actrice op het Filmfestival van Cannes 1975 en een National Board of Review Award (allen voor Perrine).

## Structuur
Het verhaal van Lenny wordt gepresenteerd als een aaneenschakeling van chronologische anekdotes verteld door verschillende mensen die de komiek kenden. Hierin wordt gedurende de film steeds geschakeld tussen terugblikkende vertellers, delen uit Bruce's optredens in komedieclubs en mijlpalen in zijn privéleven.

## Verhaal
Lenny Bruce (Dustin Hoffman) is een komiek die begin jaren 1950 met grappen en imitaties optreedt voor halflege, hem lauw ontvangende zalen. Hij staat op dat moment aan de vooravond van een enorme groei in aanzien. Ook zijn privéleven piekt kort daarop doordat hij stripster Honey (Valerie Perrine) ontmoet. De twee kunnen het onmiddellijk goed met elkaar vinden en trouwen kort na hun eerste ontmoeting.
Bruce is een man van principes. Hij besluit dat het verkondigen van zijn idealen en de door hem opgemerkte misstanden in de samenleving, belangrijker voor hem is dan het grote geld. Hier komt een arrogante impresario achter wanneer hij Bruce wil lijmen met geld en en passant zijn echtgenote beledigt. De komiek zet hem even later ten overstaan van een volle zaal voor schut. De rode draad van Bruces optredens wordt het aantonen van hypocrisie en met name die van de seksuele moraal die burgers publiekelijk ten toon dienen te spreiden in de Verenigde Staten van de jaren 50 en 60. Bruce vindt het belachelijk dat er rechters aan te pas komen om mensen te verbieden hardop over zaken te praten die voor zowat iedereen thuis normale handelingen zijn. Daarom doet hij het voor ze en noemt hij daarbij alles bij naam en toenaam. Ook behandelt hij het nieuws zoals dat naar buiten wordt gebracht door de officiële instanties, maar waarin hij verhulling en manipulatieve propaganda van de politiek en het grote bedrijfsleven ziet.
Terwijl Bruce zich steeds meer hierop toelegt, groeit zijn populariteit bij de bezoekers van zijn optredens. Hij treedt op voor steeds grotere, uitverkochte zalen. De autoriteiten zijn een stuk minder gecharmeerd van Bruce. Hij wordt voor het eerst gearresteerd voor obsceen taalgebruik in het openbaar. De rechter stelt hem een gevangenisstraf in het vooruitzicht als hij dit nogmaals doet, maar Bruce laat zich niet afschrikken. Integendeel. Hij grijpt zijn arrestatie aan en leest tijdens voorstellingen voor uit het proces-verbaal dat tegen hem is opgemaakt, om eens te meer aan te tonen hoe hypocriet hij de hele gang van zaken vindt. Bruce vindt het bizar dat praten over seks in het openbaar als onfatsoenlijk wordt gezien terwijl het verheerlijken van geweld in films en kinderspelletjes geen enkel probleem is.
Bruces drang naar het verkondigen van zijn waarheid wordt groter en groter, maar hij maakt behalve met succes ook kennis met drugs, waarvan hij een fervent gebruiker wordt. Hij mindert een tijd wanneer Honey naar de gevangenis moet en hij alleen voor hun dochter Kitty zorgt. Zodra zij vrijkomt, gaat hij niettemin vrolijk door met het gebruik van allerlei verdovende middelen. De toon in zijn voorstellingen verhardt. Hij wordt steeds vaker gearresteerd tijdens zijn optredens en de kosten van de rechtszaken slorpen zijn gehele vermogen op. Zijn arrestaties zijn voor hem bovendien aanwijzingen dat hij gelijk heeft en hij er een schepje bovenop dient te doen. De autoriteiten vinden niettemin een andere manier om Bruce aan te pakken. Zij stellen het strafbaar voor clubs om Bruce in te huren. Hierdoor wordt het voor hem steeds moeilijker om aan klussen te komen, terwijl zijn verdediging bij zijn vele arrestaties en rechtszaken hem handenvol geld kost. Hij komt steeds verwarder over tijdens de optredens die hij nog wel doet, totdat hij op veertigjarige leeftijd dood gevonden wordt in zijn badkamer, met naast zich een gebruikte injectienaald.

## Rolverdeling
| Acteur          | Personage       |
| --------------- | --------------- |
| Jan Miner       | Sally Marr      |
| Stanley Beck    | Artie Silver    |
| Rashel Novikoff | Tante Mema      |
| Gary Morton     | Sherman Hart    |
| Guy Rennie      | Jack Goldstein  |
| John DiSanti    | John Santi      |
| Jack Nagle      | Reverend Mooney |
| Buddy Boylan    | Marty           |